# ルモアハズ
ルモアハズ(Remorhaz)は、テーブルトークRPG『ダンジョンズ&ドラゴンズ』（D&D）に登場するムカデに似た巨大な架空の魔獣である。ポーラー・ワーム(Polar warm)の異名を持つルモアハズは寒冷地に棲む動物なら、ジャイアントやドラゴンですら捕食しようとする。

日本語版では第2版は“レモルハズ”と訳されたが、第3版以降はルモアハズと表記されている。

## 掲載の経緯
ルモアハズは『ドラゴン』2号(1976年8月)の“CREATURE FEATURES”欄で、ファンタジー・アーティストのエロール・オトゥスによるイラストが初出である。オトゥスはこれが初のカラーイラスト作品であった。
その後、アドバンスト・ダンジョンズ&ドラゴンズ(AD&D)第1版の『Monster Manual』(1977、未訳)に登場。『ドラゴン』114号(1986年10月)にはルモアハズの詳細が掲載された。
第2版では、『Monstrous Compendium Volume One』(1989、邦題『モンスター・コンベンディウムⅠ』)に登場し、『Monstrous Manual』(1983、未訳)に再掲載された。『ダンジョン』70号(1990年9月)にはアンデッド・ルモアハズが登場した。
D&D第3版では、『モンスターマニュアル』(2000)に登場し、3.5版でも改訂版『モンスターマニュアル』(2005)に登場した。
D&D第4版では『モンスター・マニュアルⅡ』(2009)に登場している。
『D&D』第5版では、『モンスター・マニュアル』（2014年）に通常の個体に加えて、若いルモアハズ(Young Remorhaz)が登場している。

## D&D以外のテーブルトークRPG

### パスファインダーRPG
D&D3.5版のシステムを継承するパスファインダーRPGにてルモアハズは『Bestiary 1』(2009、未訳)に登場している。

### 13th Age
D&D第4版デザイナー、ロブ・ハインソーとジョナサン・トゥイートによるd20システム使用のファンタジーRPG、13th Ageにてルモアハズは『The 13th Age Bestiary』(2014、未訳)に登場している。このゲームでは成育具合によって、“スクイブ(Squib)”、“バーベライト(Barbellite)”、“フロスト・ワーム(Frost-Würm)”、“アダルト(Adult)”、そして“クイーン(Queen)”と分類されている。

## 肉体的特徴
ルモアハズの体長は約20フィート(約6m)から20フィート(約7.5m)、身体の幅は5フィート(約1.5m)、体重は1万ポンド(約4.5t)ほどある。
ムカデのような節足動物で、背面は幾つもの突起物が並んだ硬いキチン質の殻で覆われており、胴体には無数の足がある。頭部には複眼と、ギザギザの歯が並んだ大きな口がある。後頭部から背面にかけて大きな翼のようなヒレが一対ある。体色は氷のように青白いが、背中の突起物は赤い。

### 発熱能力
ルモアハズは興奮すると体中から高熱を発する分泌液、トリム(Thrym)を発する。高熱を出すと背中の突起物が赤く輝き出す。

この発熱は金属製の武器を溶かすほどであり、接触したらひどい火傷を負う。

## 生態
ルモアハズは寒冷地に棲む生き物なら、ホッキョクグマからトナカイ、挙げ句はフロスト・ジャイアント(霜の巨人)からホワイト・ドラゴン(白き竜)にまで襲いかかる。動物的本能に生きるルモアハズの属性は“真なる中立”である。
ルモアハズは普段、地中に掘った穴の中で棲息している。この穴はルモアハズの熱気で溶かされ、再び凍った氷や雪によってとても滑りやすくなっている。鈍重なルモアハズはこの巣穴から獲物を待ち伏せし、獲物を刈り尽くすまでは巣穴の近辺で活動する。
ルモアハズは晩夏に交尾をして、2ヶ月ほどをつがいで過ごす。彼らは毎年1度交尾をしているが、メスのルモアハズが卵を産むのは一生のうちに3〜4度ほどである。1度に1〜2個の灰色がかった青色の卵を産み、メスは身体を巻き付けて温める。産まれた幼体が成育するまで4ヶ月ほどかかる。

ルモアハズの寿命は30年ほどである。
戦闘になるとルモアハズは地中を掘り進み、相手の目の前に現れるや、背中のヒレを翼のようにはためかせて上体を持ち上げ、相手を上方から丸呑みにしようとする。丸呑みにされた相手は非常に高温なルモアハズの体内によって焼けてしまう。それでも生き残り抵抗する相手には無理に飲み込もうとせず、吐き出してしまう。
ルモアハズは一見すれば知性がないように見えるが、フロスト・ジャイアントの言葉を理解できる程度の知性があるとされている。巨人たちは自らに襲いかかるかもしれないルモアハズを飼い慣らし護衛としている他、生きた溶鉱炉代わりとして活用している。
ルモアハズの卵は1個500gpの価値があり、調教可能なために熱心に探し求められている。ただし、寒冷地故に親の保温から離された卵は1分も持たない。

また、発熱の源であるトリムは主に炎の錬金術の材料として珍重されている。フラスコ1瓶ほどのトリムは錬金術師に5〜10gpで売れる。